# Mãe Celeste
Maria Celeste dos Santos Silva, mais conhecida como Mãe Celeste, é a sacerdotisa do maior terreiro de Umbanda do Recife, o Templo Espiritualista Pai Oxoce.
Possui mais de 700 filhos de santo já feitos na casa. É casada com José Julio da Silva, o Pai Júlio, filho de Ogum e Iemanjá, com quem administra o terreiro.
Foi iniciada no Nagô, na cidade de Delmiro Gouveia (Alagoas), é filha de Oxóssi e Oxum. Trabalha com as 7 linhas de Umbanda e seu terreiro, no bairro do Ipsep, tem sessões às quartas e sábados, durante todo o ano. 